# Sibbald (Alberta)
Sibbald est un hameau (hamlet) de l'Aire spéciale No 3, situé dans la province canadienne d'Alberta.